# João Radeno
João Radeno (em grego: Ἰωάννης Ῥαδηνός; romaniz.: Ioánnes Rhadenós; também Ῥαδινός (Rhadinós) ou Ῥωδινός (Rhodinós) nas fontes; fl. 917-921/922) foi um oficial e líder militar bizantino do século X, durante o reinado do imperador bizantino Constantino VII Porfirogênito (r. 913–917) e Romano I Lecapeno (r. 920–944). Ele participou de uma embaixada para a corte abássida de Almoctadir (r. 908–932) em Bagdá e acordou uma trégua e troca de prisioneiros, que fora realizada meses depois, e em 920/921 neutralizou uma frota sarracena liderada pelo pirata Leão de Trípoli, um bizantino que fora capturado pelos árabes décadas antes e estava a serviço dos abássidas.

## Vida

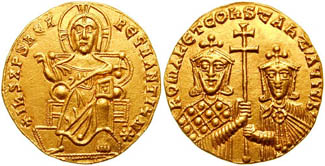
Soldo de r. e r.

"Radeno" deriva de Rade, uma pequena vila no Tema da Anatólia. Pode provavelmente ser identificado com um dos dois emissários enviados à corte abássida em Bagdá em junho de 917. Registrado no Kitab al-'uyun, a embaixada foi liderada por um homem de ca. 40 anos, provavelmente Radeno, bem como o mais velho Miguel Toxaras e 20 atendentes. A embaixada chegou em Bagdá em 25 de junho e foi recebida pelo califa Almoctadir (r. 908–932) em 17 de julho, e uma trégua e troca de prisioneiros foi acordada. Junto com o general eunuco Munis Almuzafar, os dois embaixadores foram para o rio Lamos, o sítios costumeiro para tropas de prisioneiros, onde a troca ocorreu em setembro/outubro.
Em ca. 921/2, é citado como o patrício almirante (drungário da frota) que derrotou uma frota sarracena liderada pelo renegado Leão de Trípoli, próximo a Lemnos. A vitória bizantina foi esmagadora, com grande parte dos navios e tripulação árabes sendo perdidos, enquanto Leão de Trípoli escapou por pouco com sua vida e não é mais mencionado nas fontes.